# Speciale (singolo)
Speciale è il primo singolo estratto dall'album Sdraiato su una nuvola, pubblicato nel 2000 da Gianluca Grignani.